# Pleasures of the Flesh
Pleasures of the Flesh (с англ. — «Плотские утехи») — второй студийный альбом американской трэш-метал группы Exodus, выпущенный в 1987 году. Это первый альбом с участием Стива Сузы на вокале.

## Об альбоме
На обложке альбома изначально было изображено, как каннибалы, похожие на участников группы, готовились к принятию еды. Однако она была изменена на фото участников группы, опирающихся на барную стойку, на которой лежат черепа.
Том Хантинг об альбоме: «У нас появился новый вокалист, мы пошли в студию неподготовленными и поменяли продюсеров в середине работы над альбомом. Нам пришлось несладко во время этой записи».
Гэри Холт о работе над альбомом: «Мы начали работать с Марком [Уитакером], и насколько я понимаю, он должен был заниматься записью гитарных партий и захотел, чтобы все было записано кристально чисто, но при этом он ничего для этого не сделал. Если мы не соглашались с ним, он делал так, что мы замыкались в себе и молчали как рыбы. Но он прекрасно прописал партии ударных, эти дорожки вошли в альбом, и его заслуга в этом деле отмечена на конверте.
В конечном итоге мы пригласили звукорежиссёра по имени Марк Сенасак, который обычно записывает саундтреки фильмов, что нам было только на руку. Мы могли себе позволить необходимое нам звучание, а он мог предлагать нам стоящие идеи. Кроме всего прочего, он помог создать нужную нам атмосферу».
Гэри Холт о вступлении к альбому: «Мы с Риком прошли прогуляться, нашли одного прощелыгу, вручили ему огромную бутылягу Thunderbird, напоили его и дали высказаться. Он говорил такие прикольные вещи, что только ради этого уже стоит купить нашу пластинку. Его зовут Том, он ветеран войны во Вьетнаме, и на обложке он заявлен под именем Том Скид. Как только мы вручили ему бутылку, он тут же стал нашим закадычным другом. Он так активно начал болтать, что на записи его речь пришлось урезать. Однако, сомневаюсь, что он получит свой авторский гонорар!».
Гэри Холт о песне Pleasures Of The Flesh: «Это песня о каннибализме и оттяжном воскресенье в джунглях, и мы решили записать убийственные барабаны туземцев. Мне не хотелось копировать прием у большинства других групп, мы пошли и нашли первый попавшийся саундтрек фильма о Тарзане. Нам захотелось, чтобы все было сделано реалистично с настоящим студийным качеством. Поэтому мы нашли перкуссиониста, Майка Плесника, просто потрясающего и отвязного музыканта. Он записал 20 дорожек разных барабанов, что было очень в тему. Для больших шумовых эффектов мы притащили в студию настоящего Ротвейлера, когда в одном из каналов слышен настоящий звериный шум.
А потом гама и воплей добавили Рик с Зетом. Это было так весело. И ещё друг нашего продюсера притащил в студию клевую панель с семплами, крики обезьянок и все такое прочее. Все это было записано вместе, и результат получился потрясающим».
Гэри Холт о песне Faster Than You’ll Ever Live To Be: «На самом деле, это цитата из нашего любимого фильма с участием Клинта Иствуда — Наездник с высоких равнин. Эта фраза звучит в том эпизоде, где Клинт только что приехал в город, и молодые стрелки подваливают к нему с вопросом, насколько же он быстр. Клинт просто делает большой глоток виски из бутылки и выдает эту цитату. Естественно, Клинт перестрелял их всех».

## Список композиций
| №   | Название                             | Автор(ы)             | Длительность |
| --- | ------------------------------------ | -------------------- | ------------ |
| 1.  | «Deranged»                           | Гэри Холт, Стив Суза | 3:46         |
| 2.  | «'Til Death Do Us Part»              | Холт, Суза           | 4:50         |
| 3.  | «Parasite»                           | Холт, Суза           | 4:55         |
| 4.  | «Brain Dead»                         | Пол Бэйлофф, Холт    | 4:15         |
| 5.  | «Faster than You'll Ever Live to Be» | Холт, Суза           | 4:26         |
| 6.  | «Pleasures of the Flesh»             | Бэйлофф, Холт        | 7:37         |
| 7.  | «30 Seconds»                         | Холт, Суза           | 0:40         |
| 8.  | «Seeds of Hate»                      | Бэйлофф, Холт        | 4:57         |
| 9.  | «Chemi-Kill»                         | Холт, Суза           | 5:46         |
| 10. | «Choose Your Weapon»                 | Холт, Суза           | 4:52         |

| №   | Название                                                                              | Длительность |
| --- | ------------------------------------------------------------------------------------- | ------------ |
| 11. | «Chemi-Kill» (Live)                                                                   | 5:44         |
| 12. | «'Til Death Do Us Part» (Live)                                                        | 4:38         |
| 13. | «Brain Dead» (Live)                                                                   | 4:29         |
| 14. | «Dirty Deeds Done Dirt Cheap (Ангус Янг/Малькольм Янг/Бон Скотт)» (Live, AC/DC cover) | 4:15         |

## Участники записи

### Состав
- Стив «Zetro» Суза — вокал
- Гэри Холт — гитара
- Рик Ханолт — гитара
- Роб Мак-Киллоп — бас
- Том Хантинг — барабаны

### Производство
- Продюсеры: Exodus и Марк Сенесак, партии ударных продюсировал Марк Уитакер
- Записано и сведено в Alpha-Omega, Сан-Франциско
- Звукорежиссёры: Марк Сенесак и Сильвия Мэсси
- Мастеринг: Бёрни Грандман, Лос-Анджелес

## Чарты
| Год  | Чарт              | Позиция |
| ---- | ----------------- | ------- |
| 1987 | The Billboard 200 | 82      |